# Couvent des Annonciades
L'ancien couvent des Annonciades, un des seuls cloîtres de la Renaissance encore conservés en Aquitaine, est situé 54 rue Magendie à Bordeaux. Il a été fondé en 1520 par Jacquette Andron de Lansac, suivant la règle fixée par Jeanne de France (1464-1505), pour des religieuses du couvent d'Albi.
La chapelle du couvent a été classée au titre des monuments historiques le 15 octobre 1974 ; le portail d'entrée et le cloître sont inscrits également le 15 octobre 1974 et divers murs ont été inscrits le  31 mai 2001.
À partir de 1995, les services de la Direction régionale des Affaires culturelles (D.R.A.C.) d'Aquitaine s'installent dans le bâtiment, 54 rue Magendie, Bordeaux.

## Historique
- Les sœurs de l'Annonciade (Ordo de Annuntiatione Beatæ Mariæ Virginis) forment une congrégation religieuse catholique de contemplatives fondée à Bourges (Cher) en 1501 par sainte Jeanne de Valois, fille de Louis XI et de Charlotte de Savoie, mariée à Louis XII. La deuxième maison de l'Ordre était fondée à Albi.
- En 1519 la troisième maison de l'Ordre est fondée à Bordeaux par Jacquette de Lansac[Note 1]. Elle fit venir, à cet effet, sept religieuses du couvent de l'Annonciade de la ville d'Albi en Languedoc, accompagnées d'un homme d'affaires, Marc-Antoine de Serris, faisant ainsi la liaison entre les moniales et l’extérieur, négociant avec les maçons et les charpentiers lors de la construction du couvent.

La fondatrice a dû donner des fonds importants pour diligenter le chantier. Elle a été aidée par une donation de Pierre Eyquem de Montaigne, père de Michel de Montaigne.
Le 26 novembre 1519 elle établit un contrat avec le maître-maçon Mathurin Galoppin pour la construction de la chapelle. Le contrat avec le charpentier pour la couverture de la chapelle date du 19 novembre 1520.
La bénédiction a eu lieu le 30 juillet 1521.
Devenue veuve en 1522, Madame de Lansac se remarie avec Jacques de Pons, seigneur de Mirambeau, et fait construire à ses frais la chapelle. Elle manifeste dans son testament son désir d'y être enterrée et demande à ses héritiers d'achever la construction de l'édifice.
- La deuxième campagne de travaux commence avec le contrat[7] du 8 février 1525 ou le maître-maçon Guillaume Médion promettait de voûter l'abside, les deux chapelles, d'établir des autels et de munir les fenêtres de meneaux.
- Après le décès de Jacquette en 1532, son mari et le prieur du couvent passent un contrat avec Mathurin Galoppin pour : tailler neuf écussons en pierre de Tailleborg pour former une litre funéraire à l'extérieur de la chapelle ; édifier un tombeau et blanchir et enduire les murailles de la chapelle. Malheureusement, les Guerres de Religion troublent la mise en œuvre de ce contrat et la vie du couvent.

Plusieurs sœurs se sont converties au protestantisme et quittent le couvent ; Jacques de Pons et deux de ses fils se sont également convertis. Les héritiers de Jacquette de Lansac ne paient pas les rentes dues aux religieuses du couvent que Jacquette s'est engagée à faire en 1520. Après plusieurs recours au parlement de Bordeaux en 1546, 1547 et 1549 le problème est réglé en 1559. Donc, il n'est pas certain que ni le litre, ni que la Mise en tombeau étaient terminées en 1559. Le tombeau de Jacquette de Lansac n'a jamais été installé dans la chapelle.
- En 1575, les religieuses de l'Ordre des Pauvres Dames (Les Clarisses), exilées à l’hôpital Saint-André depuis la démolition de leur monastère, rejoignent les Annonciades, car c'est le seul couvent de femmes dans la ville de Bordeaux.
- En 1604, après un relâchement notoire de la règle et divers scandales, la clôture du couvent de l'Annonciade est imposée par le cardinal de Sourdis. Il sera définitivement supprimé en 1792.
- En 1792, à la suite de la Révolution, les Annonciades sont chassées de leur couvent et les biens ecclésiastiques sont mis à la disposition de la Nation. Les bâtiments seront utilisés comme salpêtrière.
- En 1808 le bâtiment est racheté par la communauté de la Miséricorde, fondée par Marie-Thérèse-Charlotte de Lamourous (1754-1836) et devient la Maison de la Miséricorde, qui accueillait les « pécheresses repentantes » c'est-à-dire d'anciennes prostituées ou « filles-mères ». On y héberge jusqu'à plus de quatre-cents pensionnaires.
- Vendus en 1971, les bâtiments sont utilisés par le ministère de la Justice, soit comme dépôt d'archives, soit pour abriter le siège de diverses juridictions.
- Depuis 1974, la chapelle, le cloître et le mur d'enceinte de l'ancien couvent sont protégés au titre de monuments historiques.
- En 1995 les services de la Direction régionale des Affaires culturelles d'Aquitaine s'y installent.

## Le couvent de l'Annonciade
| - Plan de la chapelle et cloître |

Le couvent de l'Annonciade a été édifié et décoré dans le style de la Renaissance, il présente une unité que les restaurations contemporaines ont conservée.
On accède au bâtiment, 54 rue Magendie, par un portail monumental de plan en demi-lune, qui date de 1774. Ce portail est couronné d'un fronton cintré dans lequel s'inscrit une niche abritant une Vierge à l'Enfant, sculptée par Aymon Estensan.

### La chapelle
| - Porte d'entrée |

Une fois le mur d'enceinte franchi, l'accès à la chapelle se faisait par une porte à l'ouest qui s'ouvrait à la manière d'un arc de triomphe dans la partie de la chapelle construite en 1613 ; elle est murée en 1673 par le maître maçon Jacques Roumillac, qui ouvre, plus à l'est, une nouvelle porte à fronton triangulaire surhaussé.
| - La chapelle Nord - La chapelle Sud |

La construction de la chapelle, entreprise en 1520, s'achève par l'abside ; le gros œuvre est sûrement terminé à la mort de Jeanne de Lansac en 1532. Le chœur des religieuses a été agrandi vers l'ouest en 1613, puis vers l'est en 1680.
- Les chapelles latérales s'ouvrent par des arcs gauchis. Les consoles sculptées soutenant les nervures représentent les symboles des évangélistes (Tétramorphe).
- En 1547 des barreaux de bois clôturaient ces chapelles ainsi que le chœur des religieuses.
- Dans la chapelle on trouve des clés de voûte portant les armoiries de la famille de Lansac, Gelais et Pons. En 1532, Jacques de Pons, second mari de Jacquette de Lansac, commande à Mathurin Galoppin une série de neuf blasons, dont cinq sont visibles sur l'extérieur de la chapelle, pour former une litre funéraire[3].
- L'ancien autel de la chapelle se trouve, depuis 1867, dans l'église de Saint-Rémy de Saint-Rémy-sur-Lidoire en Dordogne.

#### L'abside de la chapelle
| - L'abside |

| - Le chœur des religieuses |

Au chevet, les baies occupent la plus grande surface des murs dégagés par les ogives. Des talus sobres constituent les contreforts qui montent jusqu'au niveau du sommet des fenêtres. Un larmier écarte les eaux de pluie du bas des fenêtres et sur les contreforts.
Trois grandes fenêtres éclairent l'abside à trois pans. Les vitraux actuels datent du XIXe siècle. Ils évoquent la parabole du Bon Pasteur, une vue de Jérusalem et la figure de Jeanne de France en habit religieux.

#### Le chœur des religieuses
Par la galerie haute du cloître ou par un escalier à vis situé au nord de la nef, on atteint le chœur des religieuses, bâti sur une voûte, qui était couverte à l'origine par une toiture pentue d'ardoises.

#### La mise au tombeau du Christ
| - Couvent des Annonciades - Château de Biron |

Aujourd'hui à Bordeaux, il y a seulement trois sculptures représentant la Mise au tombeau du Christ :
- au Musée d'Aquitaine, en provenance de l'église Saint-Éloi.
- à l'église Saint-Michel, au-dessus de l'autel de la chapelle du Sépulcre, mais qui est plutôt une Déploration du Christ mort, le cadavre posé sur les genoux de la Vierge va être enlevé par Joseph d'Arimathie et Nicodème. La sculpture date de 1493 et a été commandée par le Seigneur Ferron, sire de Carbonnieux.
- La mise au tombeau du couvent des Annonciades date de 1526-1530 et a été donnée, très probablement, par la fondatrice du couvent. Il s'agit d'une représentation classique à sept personnages.

On peut faire un rapprochement avec la sculpture du couvent et celle qui se trouvait, autrefois, au château de Biron en Dordogne et qui se trouve actuellement au Metropolitan Museum of Art, New-York. La sculpture de Biron a été commandée par Pons de Gontaut, seigneur de Biron, vers 1515. Sauf pour la position de Saint-Jean, la composition est identique dans les deux Mises au tombeau ; certains gestes des personnages sont reproduits sans changement. Il y avait des relations de famille entre les Gontaud et le bordelais, ce qui peut expliquer que Pons de Gontaud ait fait exécuter la Mise au tombeau par un sculpteur bordelais, qui, quelques années plus tard, a sculpté le même thème pour le couvent des Annonciades.

#### Les culs-de-lampe, consoles et clés de voûte
Les cul-de-lampe de l'abside sont tous décorés, soient avec des chérubins ou anges, soit un décor végétal.

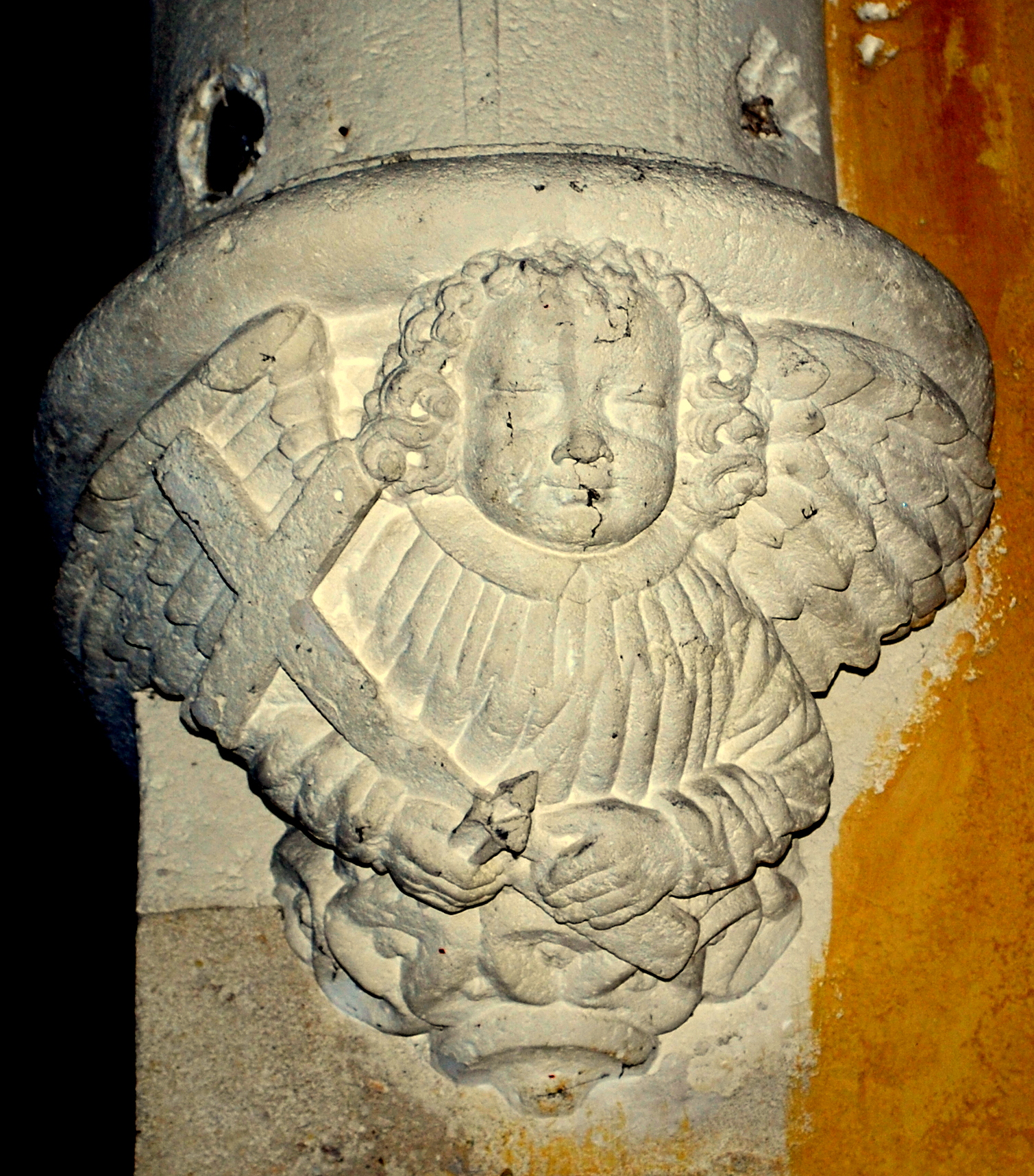
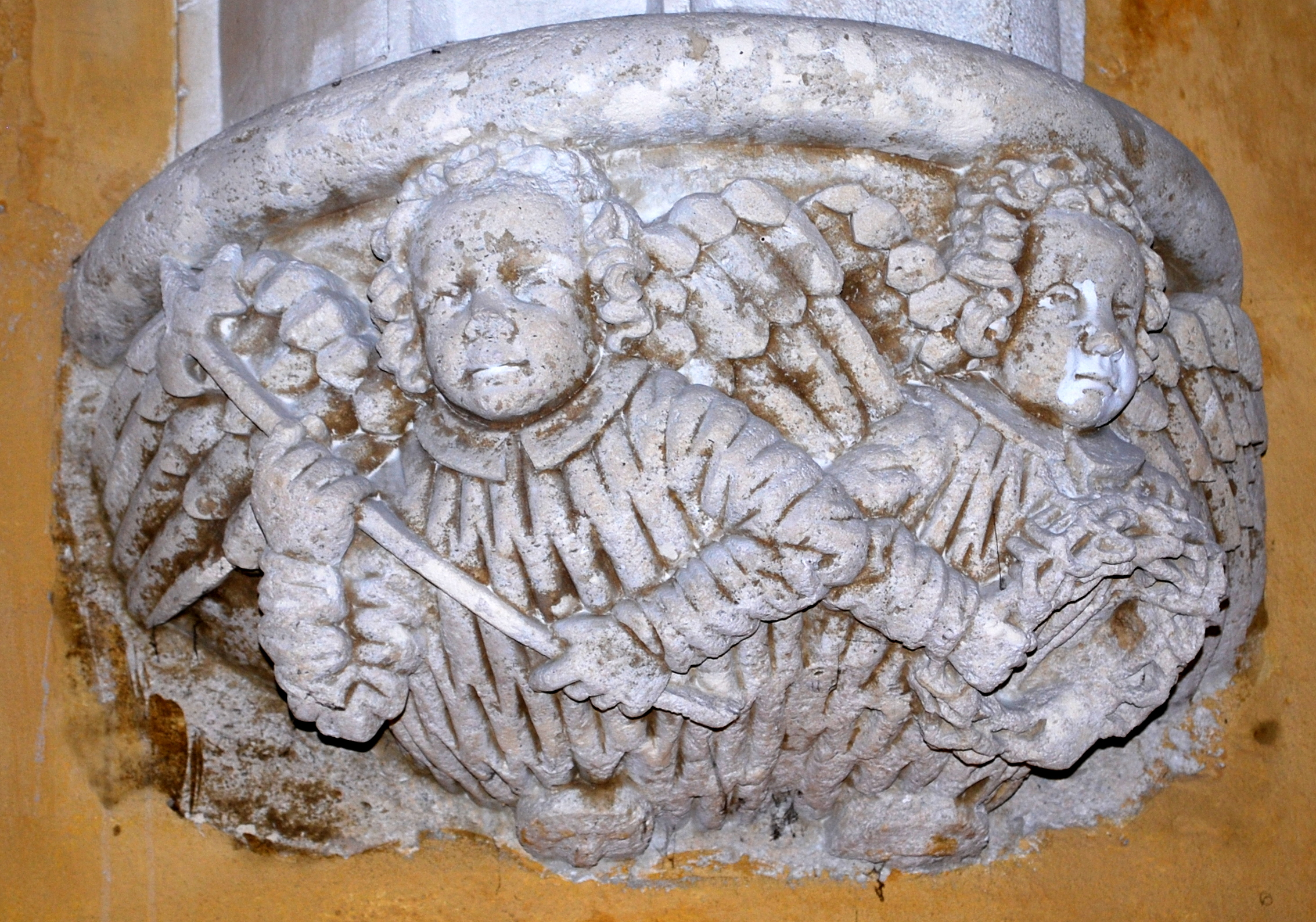
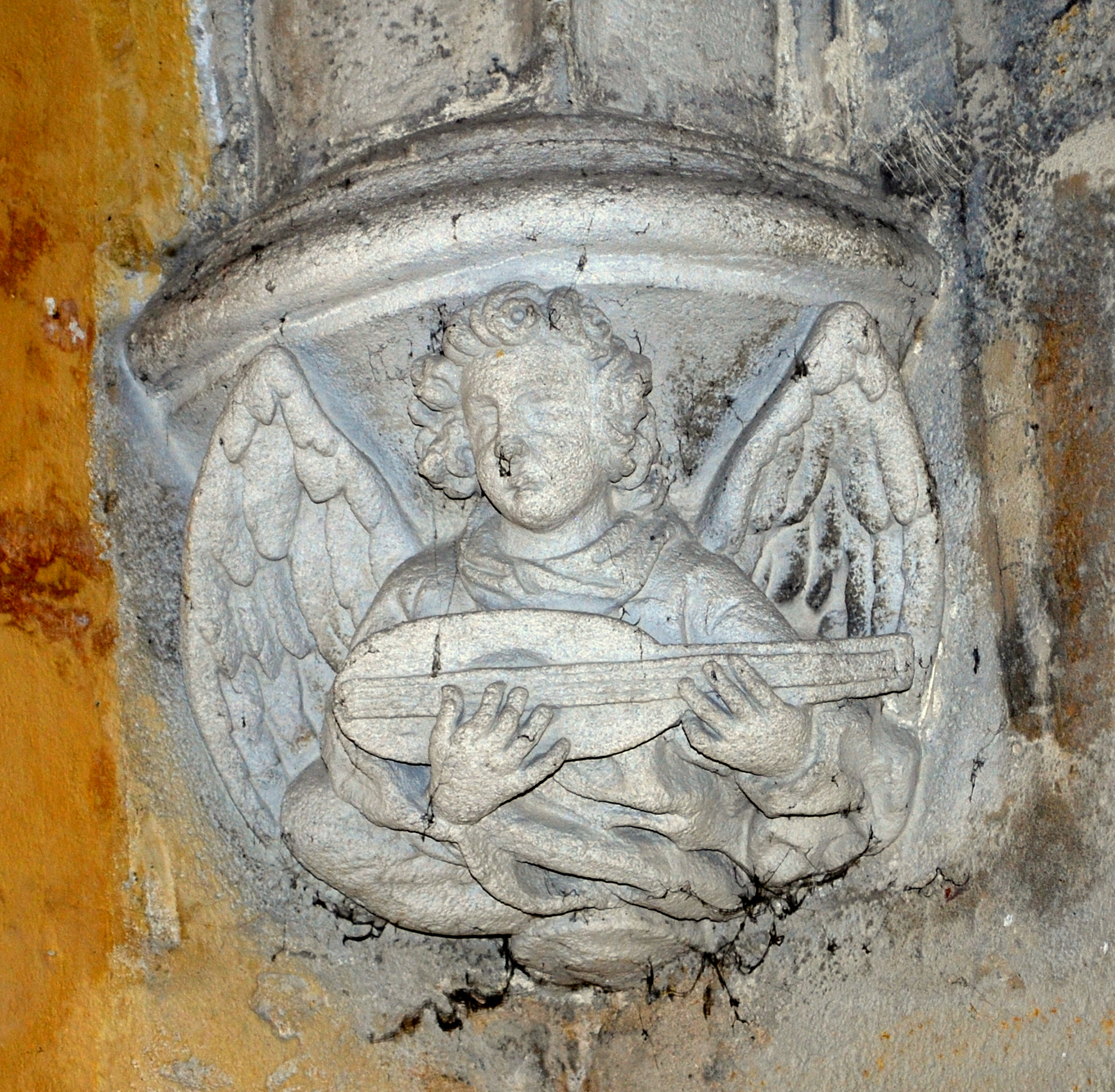
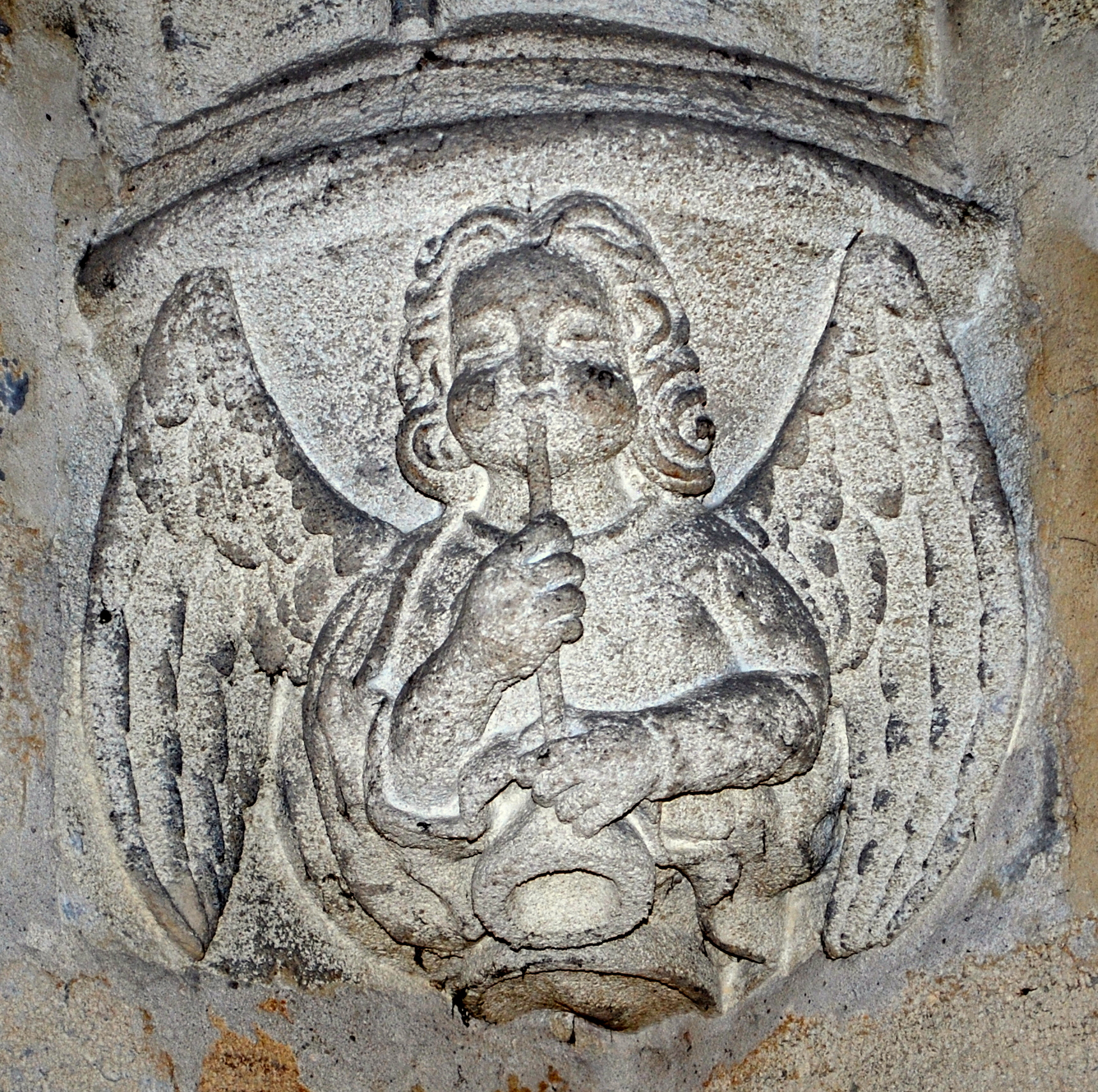
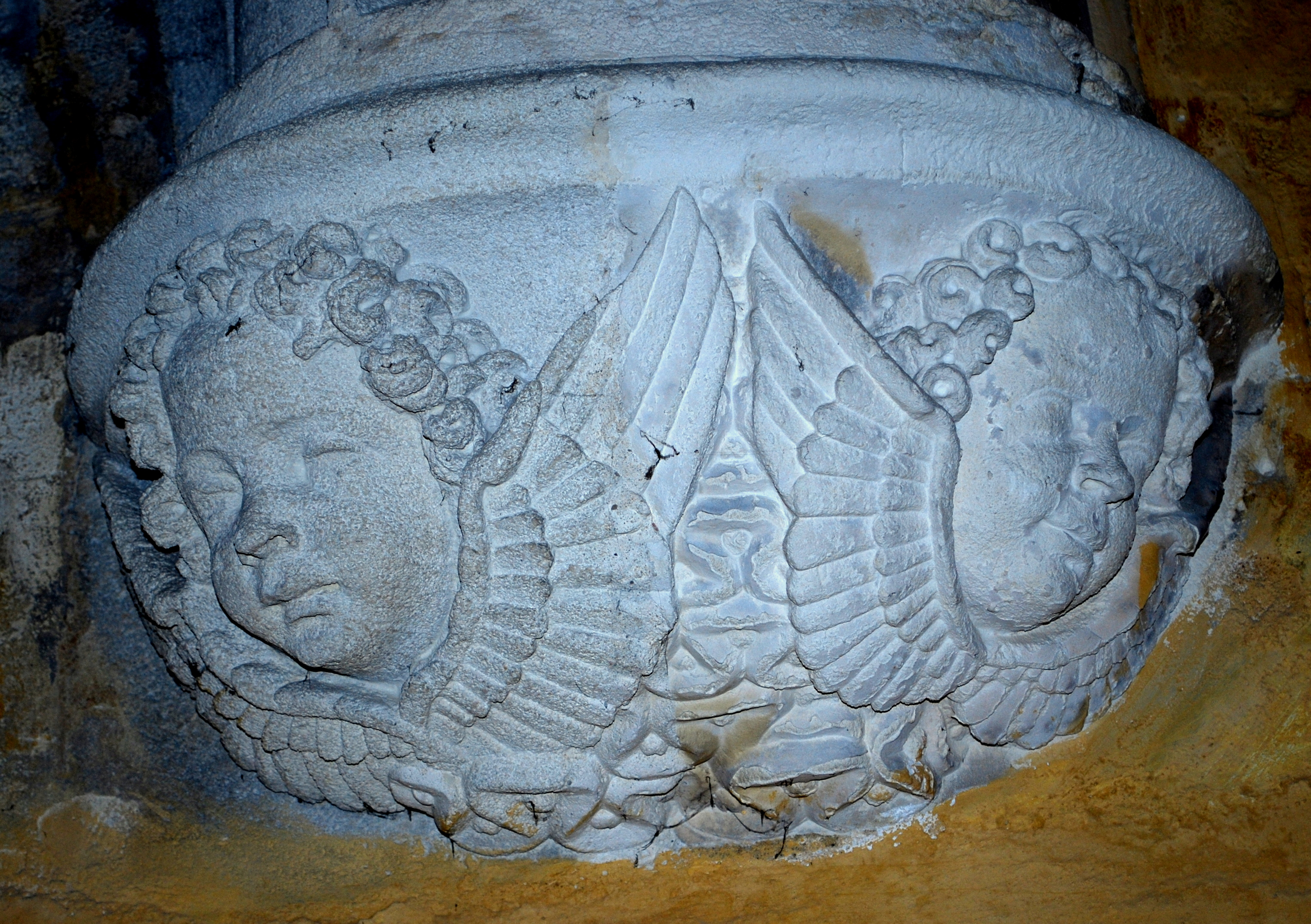
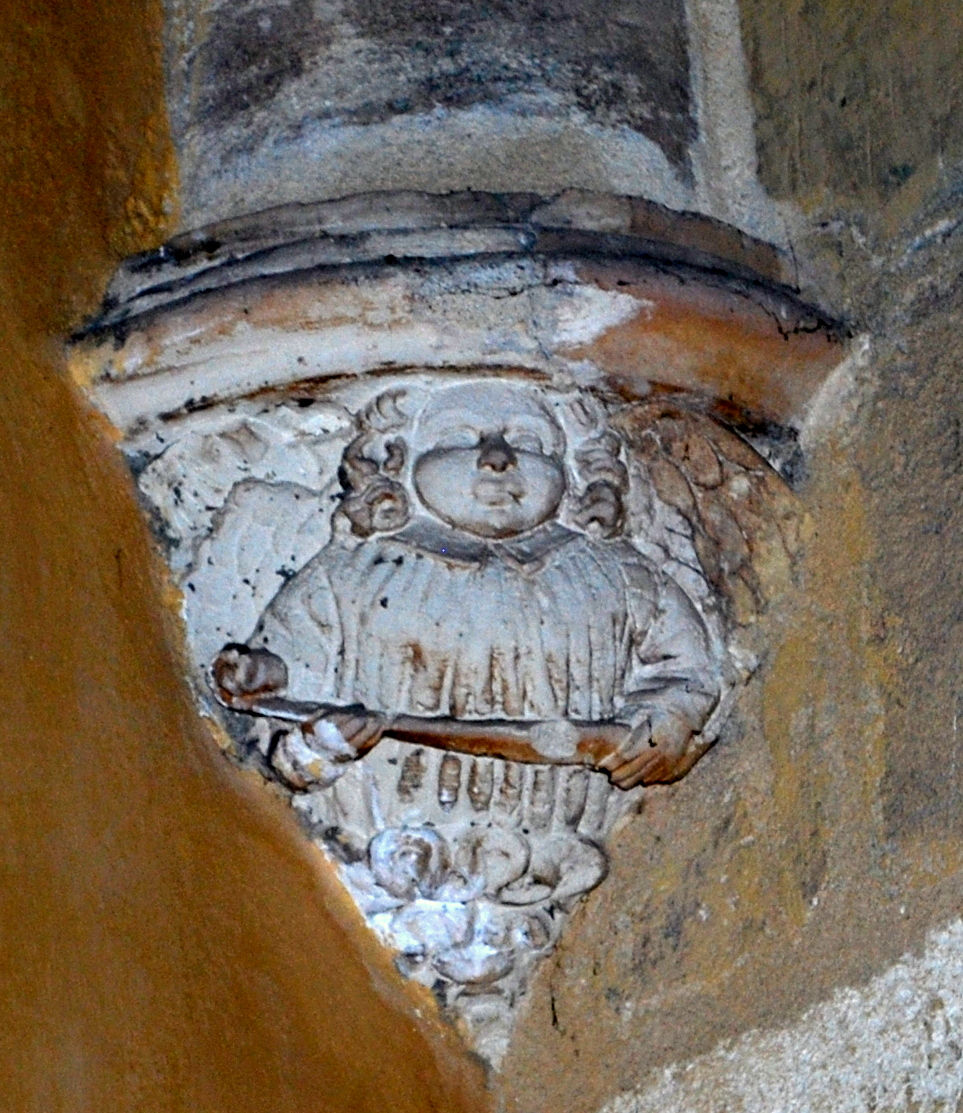
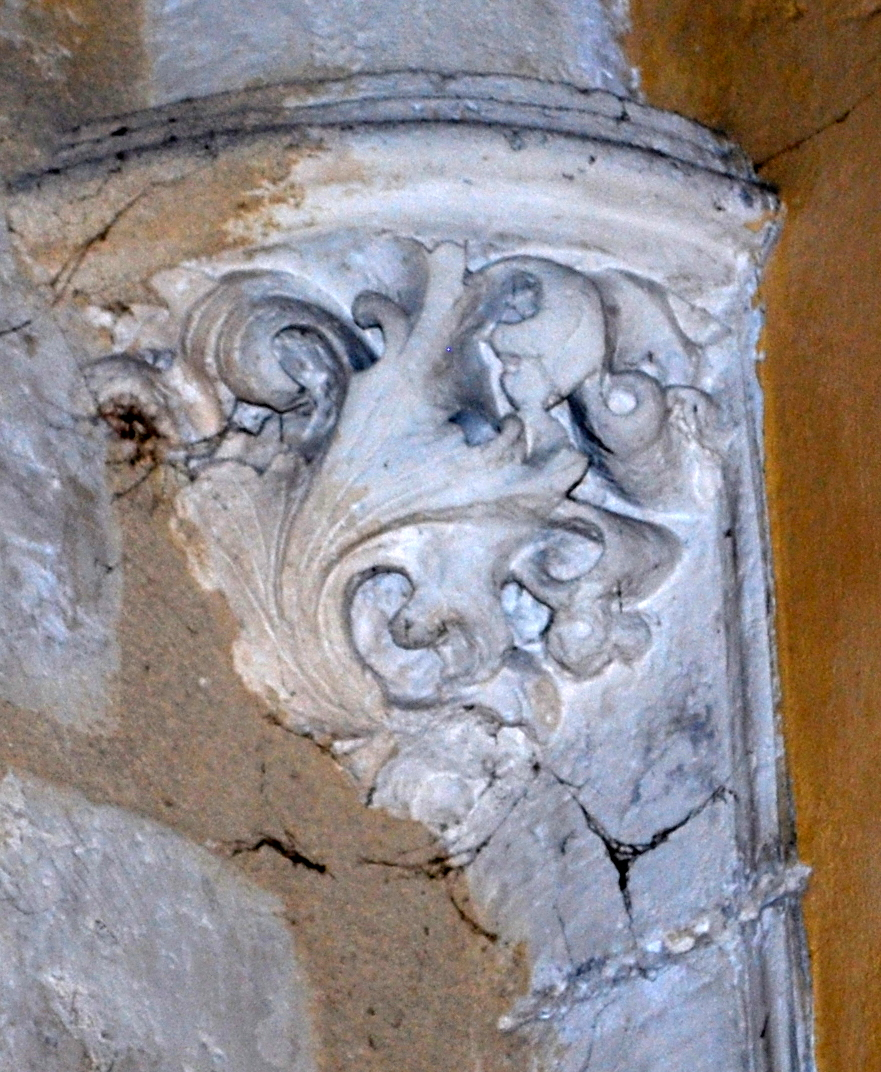

Les consoles qui supportent les arcs des deux chapelles latérales sont décorées avec les symboles du Tétramorphe : Le lion de saint Marc et le taureau de saint Luc au nord et, au sud, l'aigle de saint Jean et l'homme de saint Mathieu.

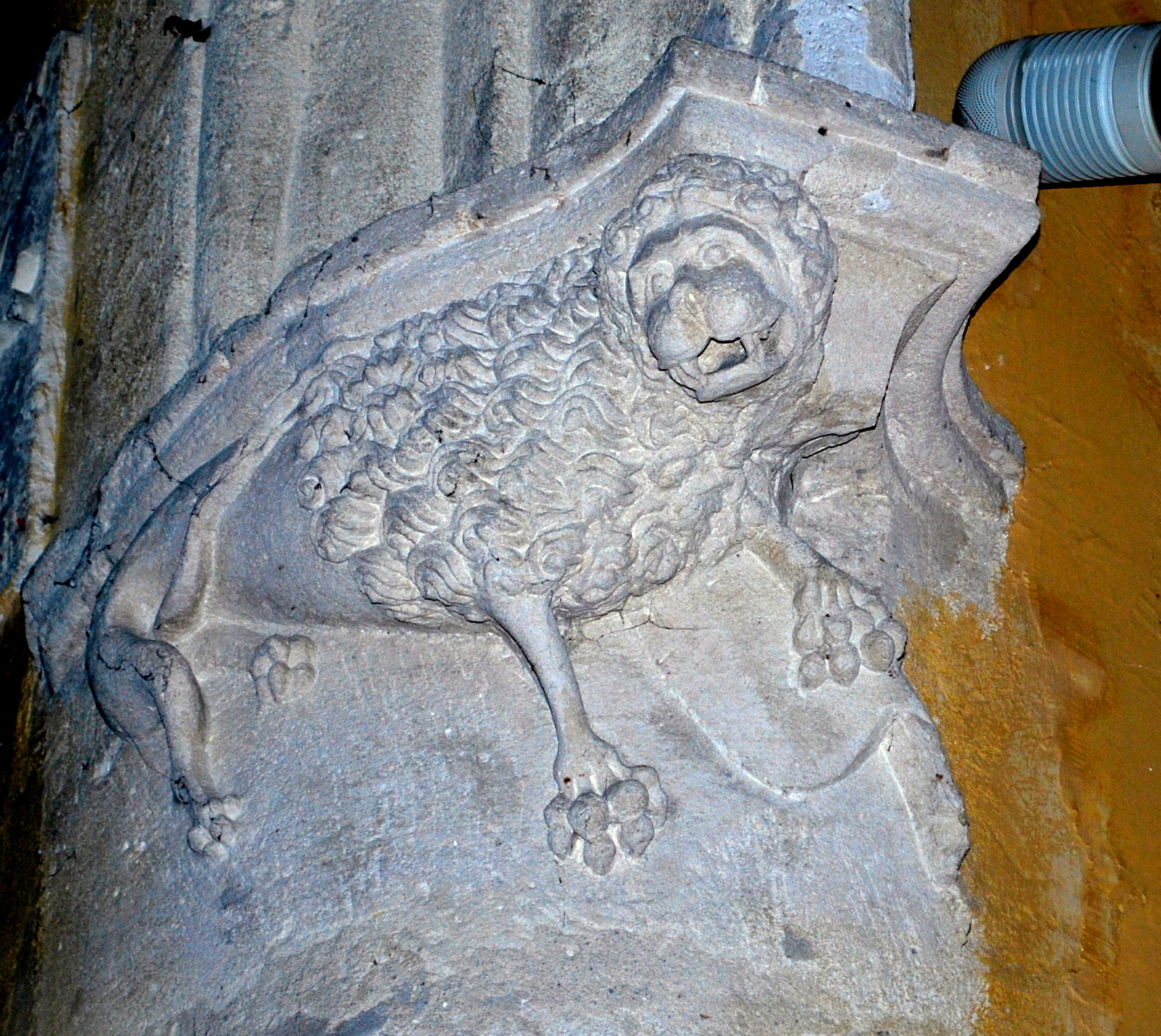
Le Lion (St Marc)
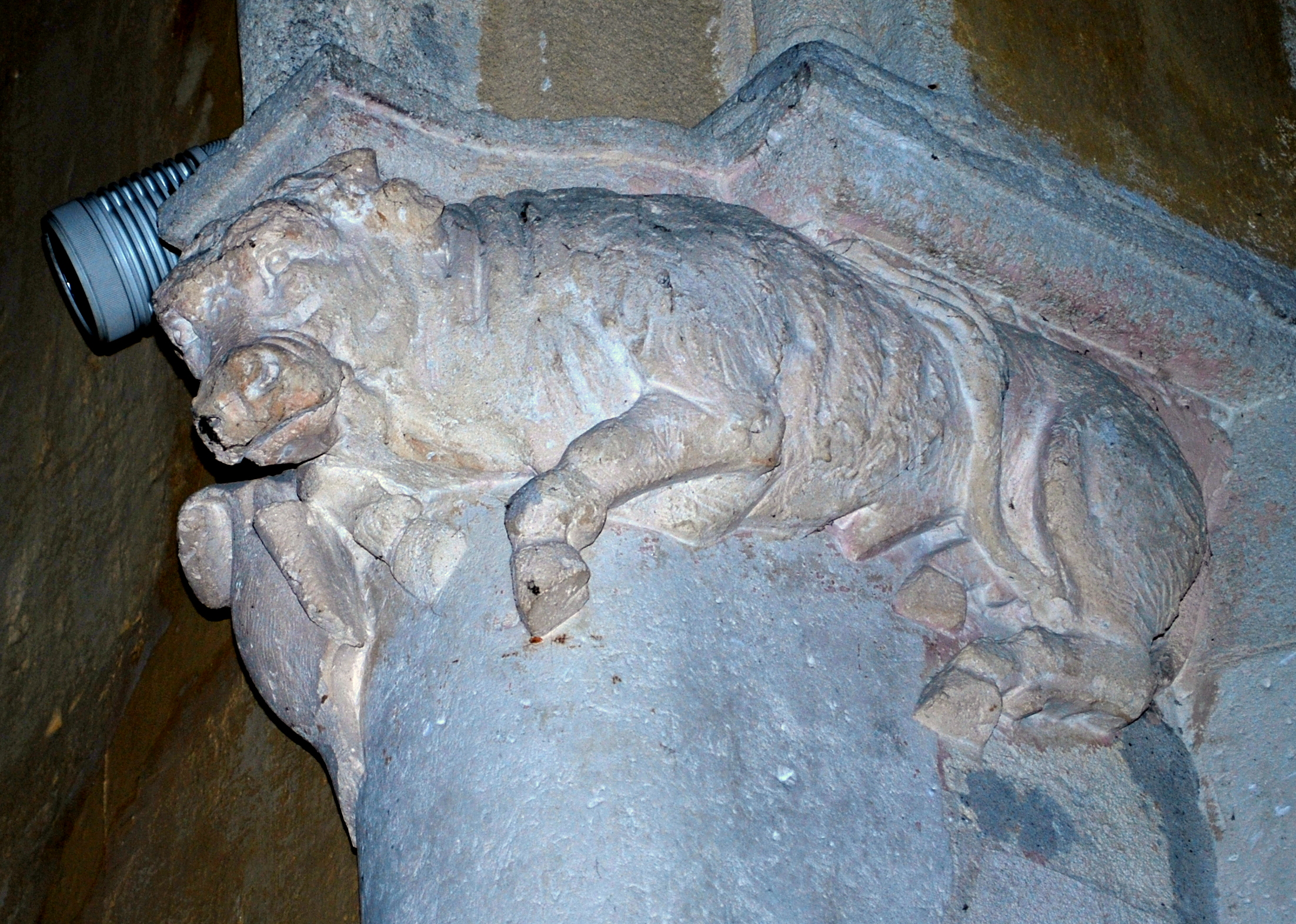
Le Taureau (St Luc)
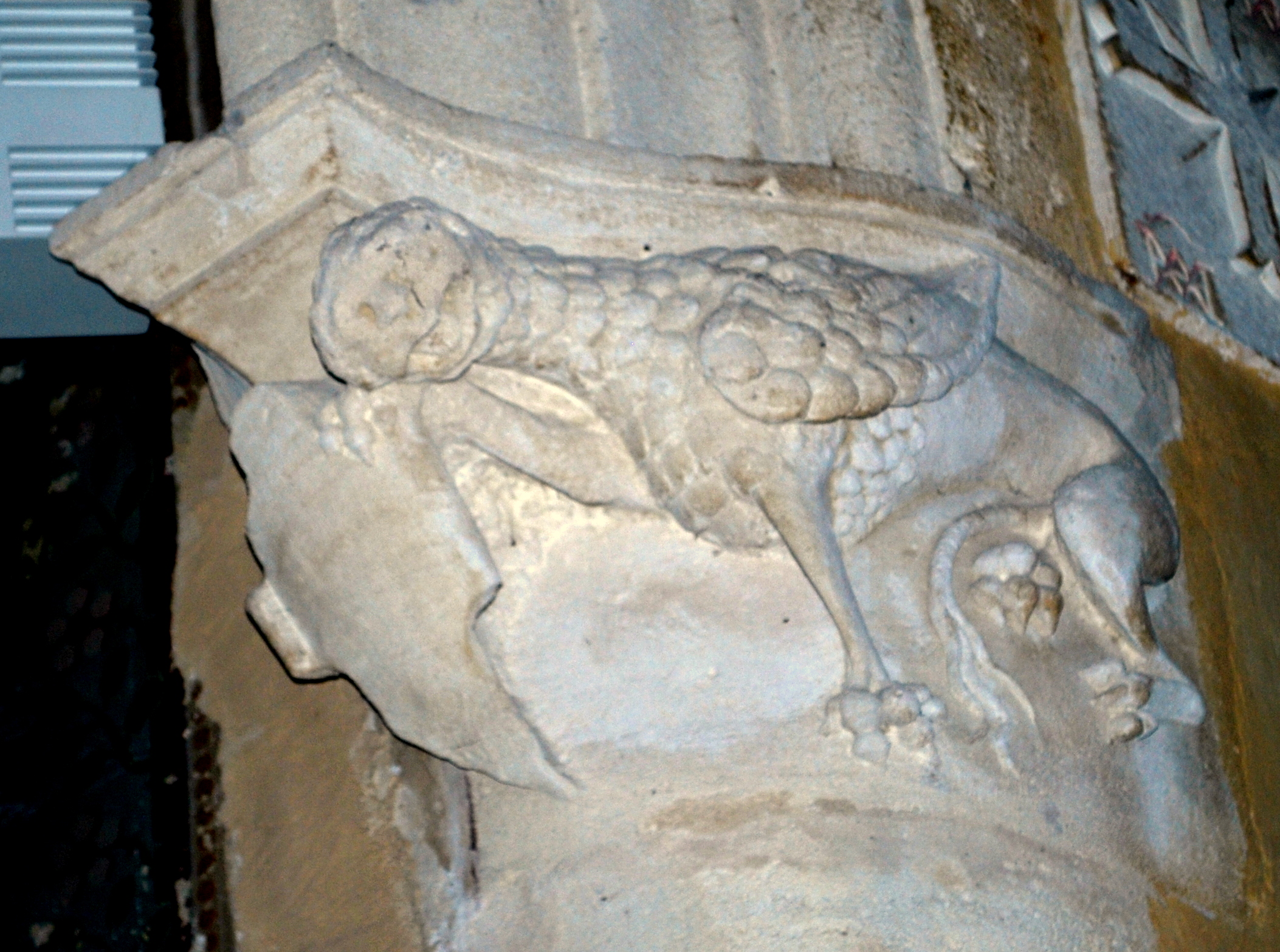
L'Aigle (St Jean)
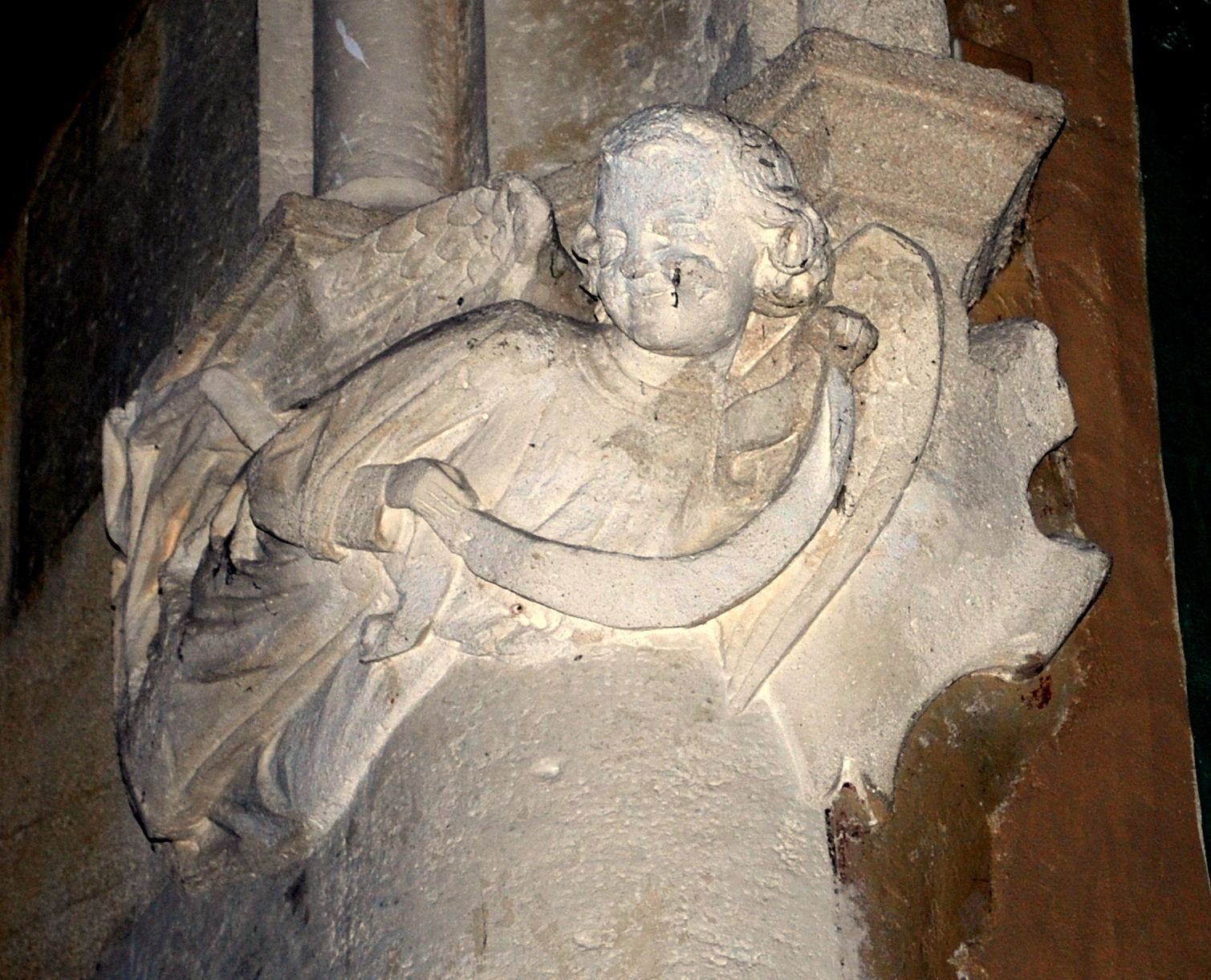
L'Homme (St Mathieu)

La plus ancienne clé de voûte date de 1520 et se trouve au chœur des religieuses. Elle porte un blason qui mélange les armoiries de la famille de Lansac et de la famille Saint Gelais. La clé de voûte qui se trouve dans l'abside date de 1526 et porte un blason qui mélange les armoiries de la famille de Lansac et de la famille de Pons.

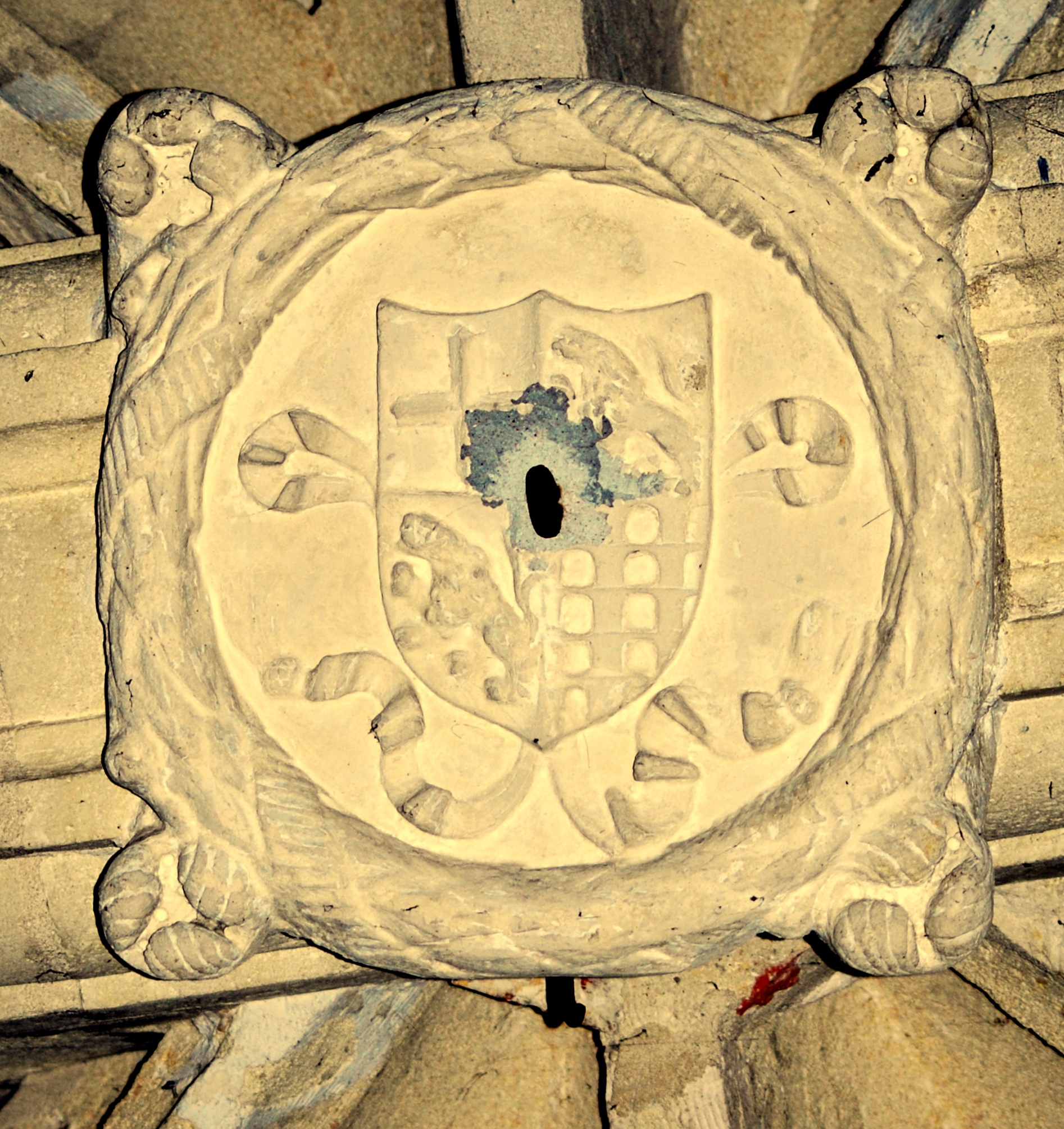
Clé de 1520
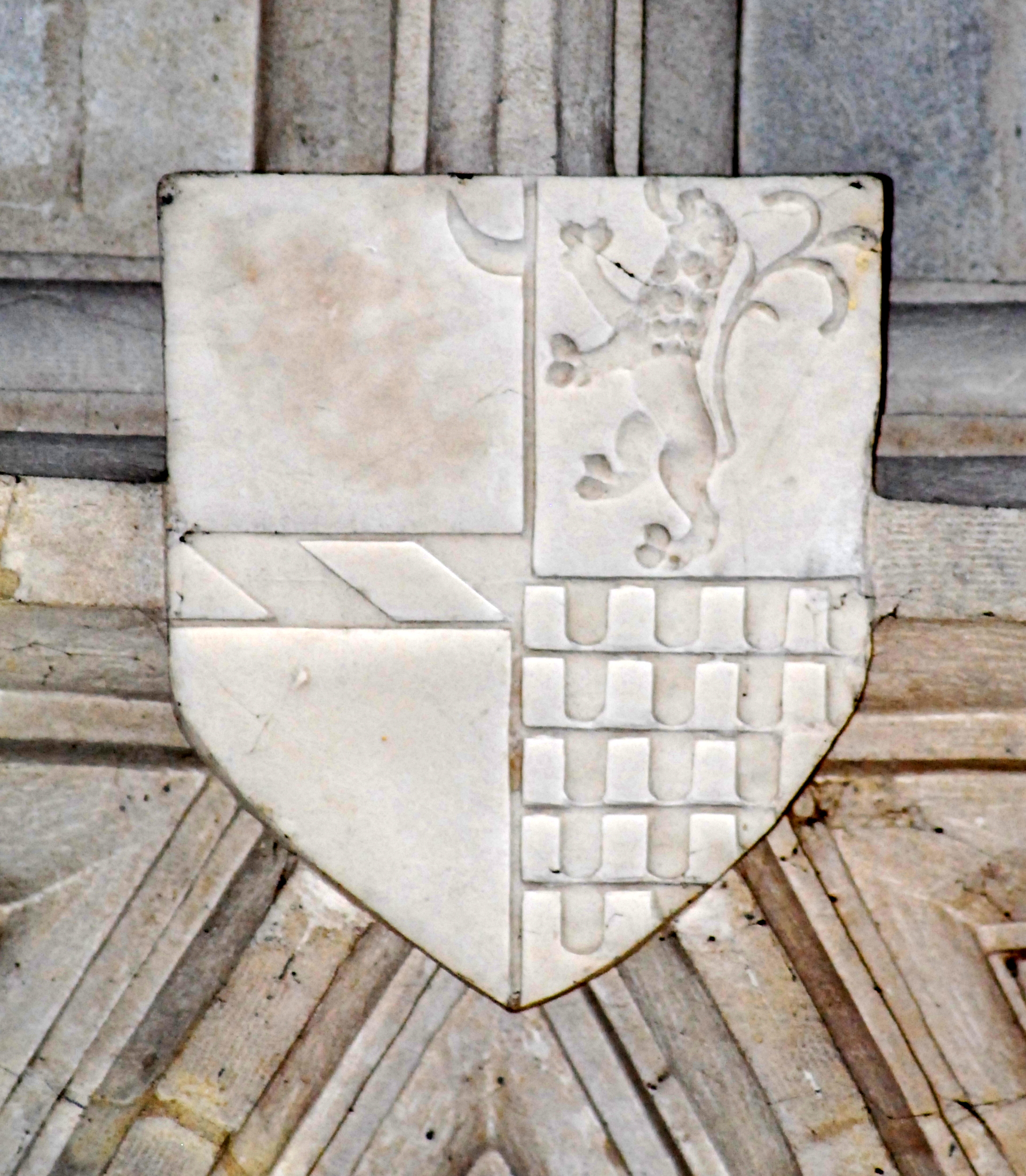
Clé de 1525

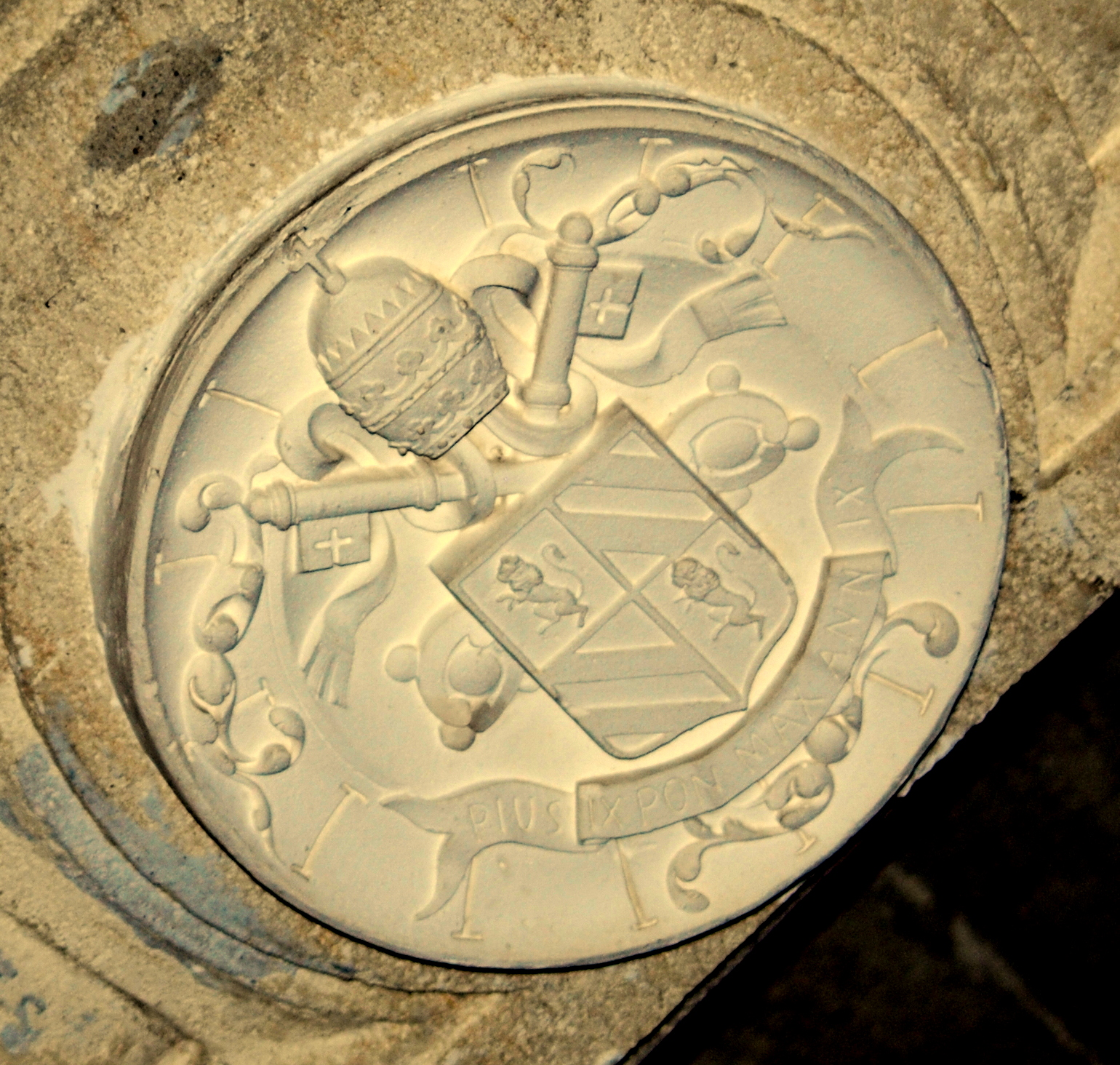
Armes du Pape Pie IX
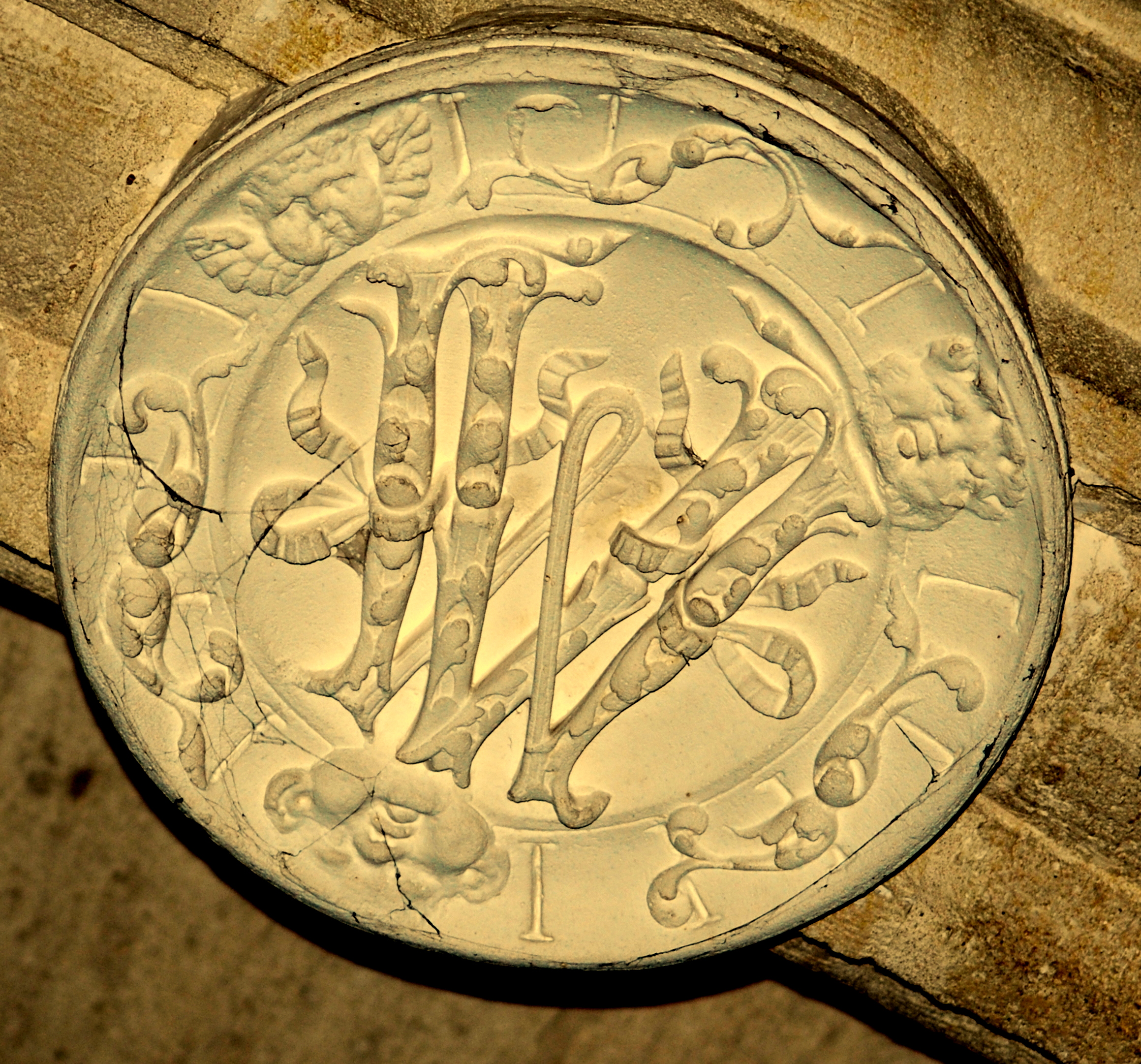
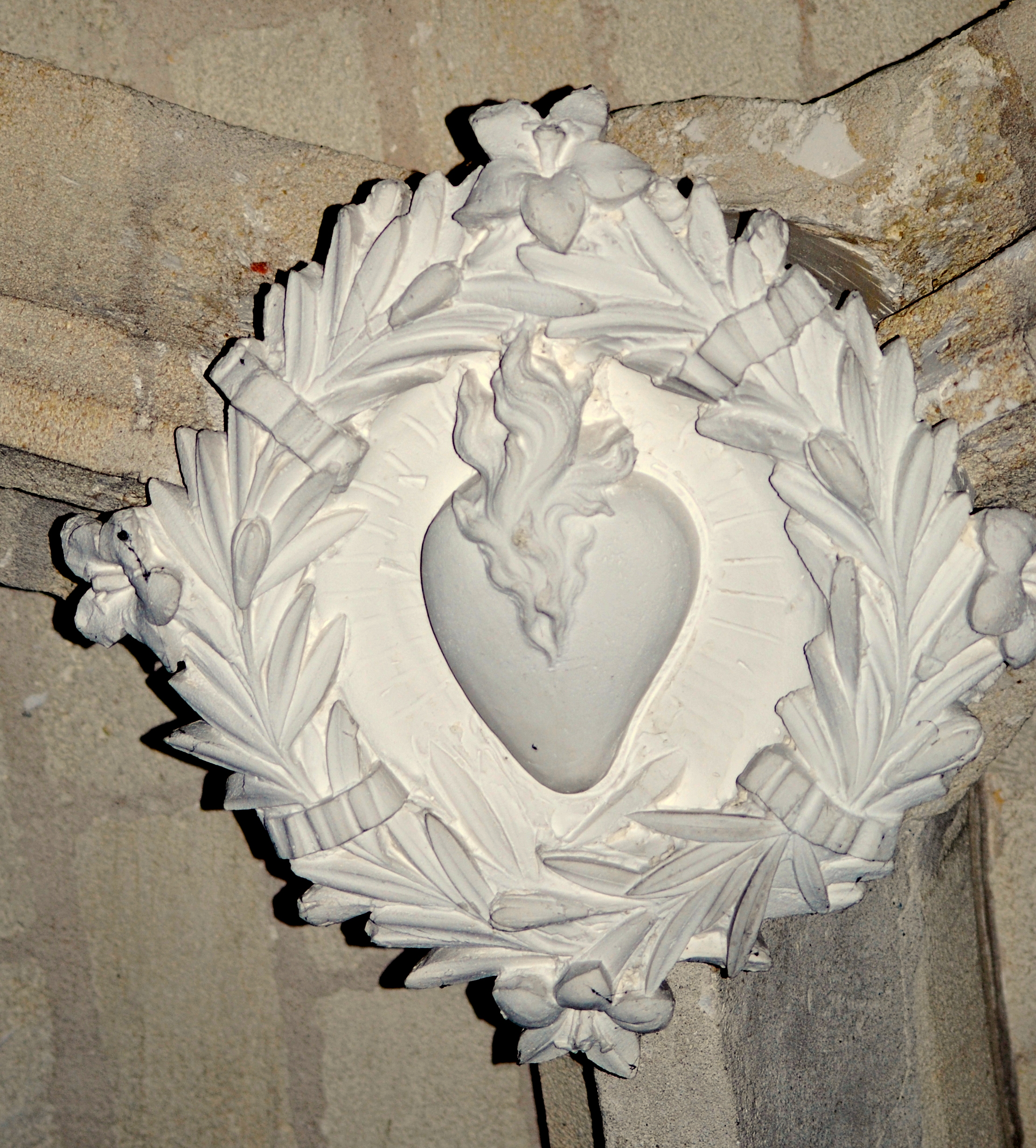
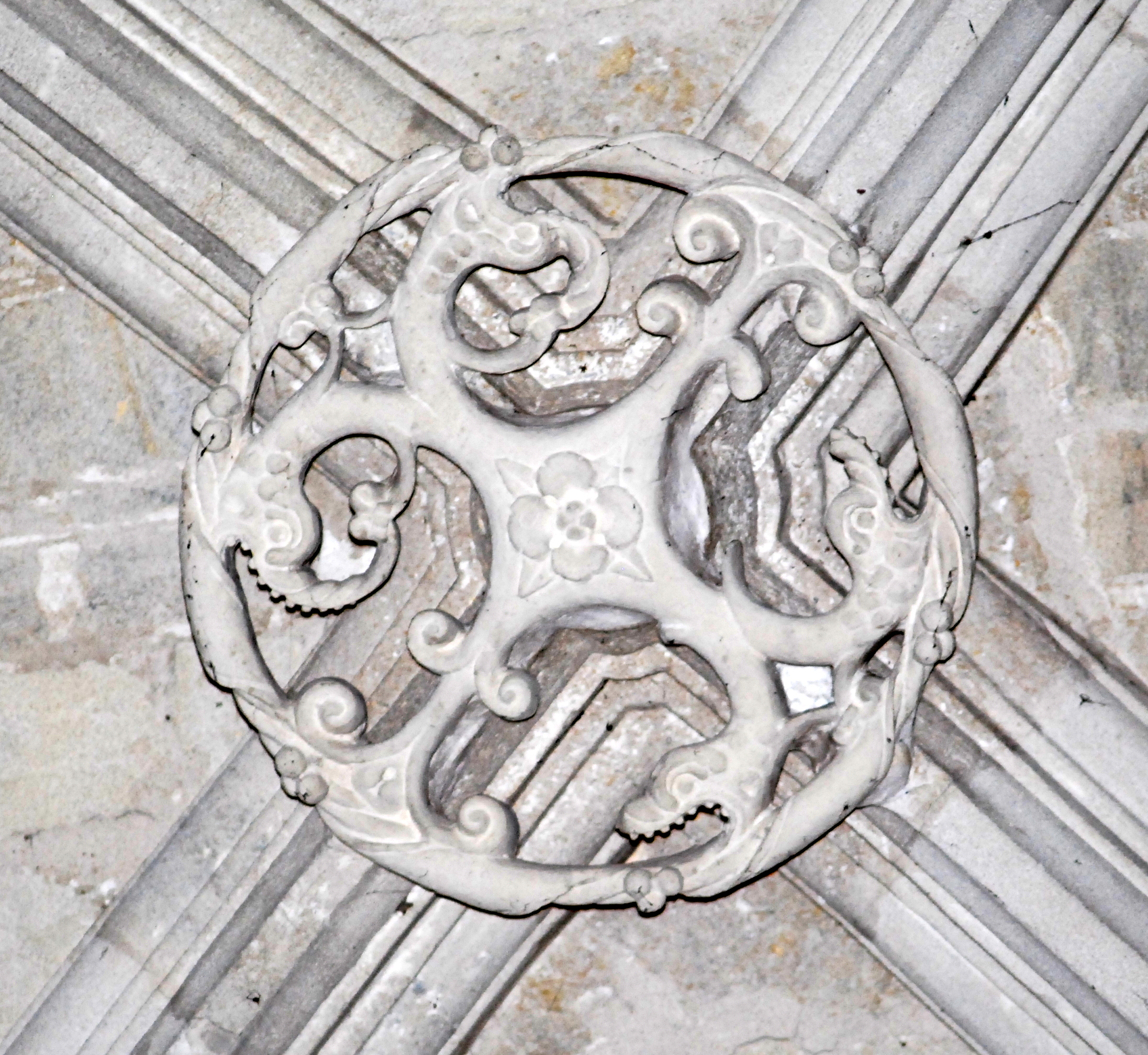
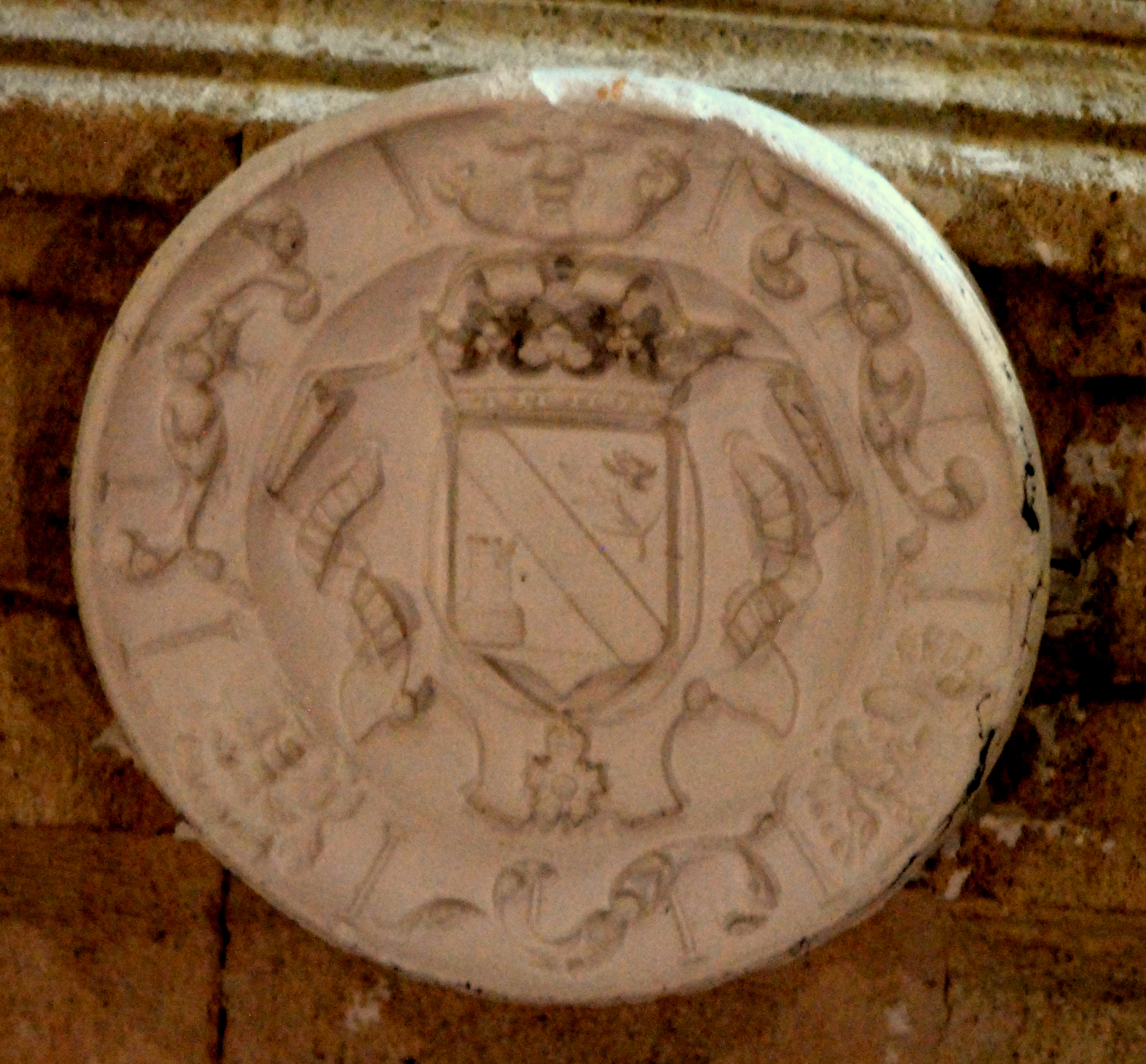
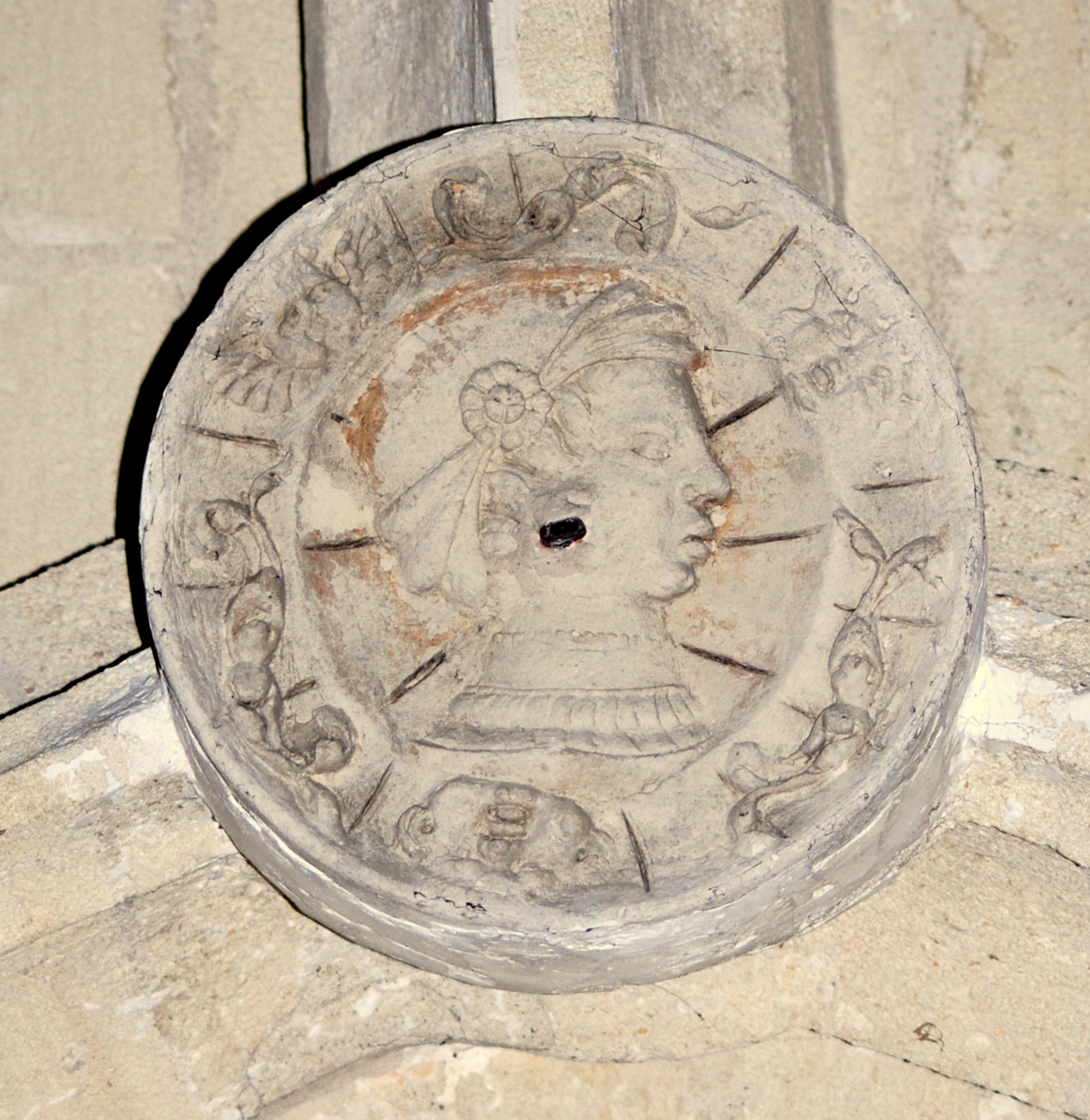

#### Les galeries hautes
Dès l'origine, ces quatre galeries étaient adossées à des bâtiments à étages datant de l'époque des premiers travaux. Cet ensemble architectural a donc été cloisonné au cours des quatre derniers siècles. Au nord et à l'est, des fenêtres couvertes d'arcs en anse de panier éclairent les galeries hautes. Au sud et à l'ouest, les galeries furent sans doute remaniées au XIXe siècle, les murs en pierre de taille remplaçant des pans de bois. Les toitures ont été refaites afin de conférer aux parties hautes de l'ensemble une unité qu'elles n'avaient sans doute jamais connue.

### Le cloître
|  |

|  |

Le cloître est un rectangle dont les longs côtés comptent huit arcades, tandis que les petits côtés n'en comptent que six.
L'ouverture de chacune de ces arcades est formée d'un carré surmonté d'un demi-cercle. À l'exception de ceux des piliers d'angle, les trente-deux chapiteaux du cloître sont décorés sur leurs quatre faces. Malheureusement les pierres sont assez érodées, mais on peut toujours distinguer les représentations originales. Les sculpteurs se sont inspirés du style roman des églises de la région bordelaise, notamment l'Entre-deux-Mers, mais elles sont des pâles copies.
On trouve :
- Décorations végétales,
- Animaux fantastiques tels que dragons et lions bi-corporés,
- Diables tentateurs.

Au centre du préau du cloître on voit un socle hexagonal, retrouvé lors des fouilles en 1991, qui correspond au support d'une croix, aujourd'hui disparue, placée au centre du cloître en 1522.
Le préau abrite également une œuvre qui a été produite en 1995 par le sculpteur britannique Julian Opie. Elle se compose de cinq petits bâtiments en pierre calcaire inspirés par l'architecture collective des banlieues d'une grande ville des années soixante, rappelant aussi, par leur forme, les sépulcres et tombeaux que l’on trouvait au Moyen Âge à l’intérieur des cloîtres.

## La Maison de la Miséricorde
Le couvent de l'Annonciade est racheté en 1808 par l'institut de la Miséricorde, fondé par Marie-Thérèse de Lamourous,, qui y consacre sa fortune et sa vie. L'Empereur Napoléon Ier, de passage à Bordeaux, est sollicité par Mlle de Lamourous et le R.P. Chaminade pour aider à l’aménagement du couvent. Il accepte et le projet démarre.
Cette Maison de la Miséricorde est destinée à accueillir et à servir de refuge aux femmes repenties, appelées aussi les pécheresses repentantes. La Maison de la Miséricorde reçoit gratuitement toutes les prostituées et jeunes femmes-mères repenties qui reviennent à la vertu, et y héberge au XIXe siècle jusqu'à plus de trois-cents pensionnaires. Celles-ci entrent volontairement dans l'établissement et elles peuvent toutes le quitter librement.
La communauté s'établit au couvent avec quatre-vingts filles. Elles sont partagées en huit divisions dans des ateliers séparés, où du matin jusqu'au soir, elles s’occupent à différents travaux : la couture, le blanchissage, le repassage… Ces travaux ne sont interrompus que par quelques exercices de piété, des chants, les repas et par de courts instants de récréation. Pénitentes, si leur repentir est sincère, elles doivent se soumettre au régime de la maison, qui est adouci par la bonté maternelle des religieuses. L'administration est exercée par les dames directrices et tout le service est réalisé par les pénitentes. Les ressources de la Maison proviennent du produit du travail des pensionnaires et des dons de la charité.
La Maison de la Miséricorde continue cet accueil jusqu'en 1965. Les religieuses quittent le couvent et les pensionnaires sont prises en charge par les services sociaux appropriés. Depuis, certaines religieuses de la Miséricorde ont installé une maison d'accueil au Pian-Médoc (en Gironde), l'Ermitage, dans une ancienne propriété de Lamourous, et d'autres continuent leur mission en milieu carcéral. Les bâtiments sont ensuite fermés et, à partir de 1971, utilisés comme dépôt des archives judiciaires

## La reconversion en siège de la D.R.A.C.
Au cours des années 1970, le Ministère des Affaires culturelles, cherchant à regrouper l'ensemble de ses services régionaux à Bordeaux, estime que l'Ancien couvent de l'Annonciade, situé en plein centre ville et offrant 3 000 m2 de bureaux, pourrait parfaitement convenir à cet usage.
Avant la transformation de l'ancien couvent de l'Annonciade en siège de la Direction régionale des affaires culturelles d'Aquitaine, une fouille archéologique de sauvetage, financée par la ville de Bordeaux, est organisée en mai et juin 1991, dirigée par Marie-Agnès Gaidon-Bunuel, archéologue municipale.
Cette intervention a porté sur trois espaces : le cloître (tranchées), les terrains situés au sud du cloître (fouille en aire ouverte) et la chapelle (sondages).
Dans les deux tranchées les éléments de toitures recueillis témoignent de trois campagnes de construction, des ardoises vers 1520, des tuiles à crochets un siècle plus tard et des tuiles canal vers 1673.
Dans le terrain sud, ont été retrouvés quelques vestiges des cuisines, du réfectoire et des commodités, que l'on ne connaissait que par les archives. Des traces de placards permettent d'identifier une zone ayant servi au stockage des denrées ; au sud étaient aménagés une grande cheminée et un évier bas, dont les eaux étaient évacuées par une rigole en pierre le long du mur sud extérieur.
Les fosses-dépotoirs fouillées dans le jardin du cloître ont fourni une riche vaisselle (poteries, faïences et porcelaine).
De 1989 à 1995 la rénovation et la transformation de l'ancien couvent ainsi que la création architecturale contemporaine sont dues au cabinet bordelais Brochet-Lajus-Pueyo.
Les nouvelles constructions présentent des matériaux de métal, de verre et de bois qui s'harmonisent avec les matériaux anciens. L'ancienne chapelle a été transformée en salle de conférence. De l'extérieur, seule la toiture contemporaine émerge.